# Justicia rzedowskii
Justicia rzedowskii là một loài thực vật có hoa trong họ Ô rô. Loài này được (Acosta Cast.) T.F. Daniel mô tả khoa học đầu tiên năm 1995.